# Danielle Panabaker
Danielle Nicole Panabaker (sinh ngày 19 tháng 9 năm 1987) là một nữ diễn viên người Mỹ. Cô được nhiều người biết đến qua các bộ phim Stuck in the Suburbs, Read It and Weep, Sky High.
12 tuổi, Danielle Panabaker đã làm quen với sân khấu kịch chỉ vì cha mẹ cô bé muốn con mình sẽ có thể tự lập sớm và giao tiếp tốt với những đứa trẻ khác. Nhưng rồi những vai diễn cứ cuốn Danielle Panabaker theo và cô bé cũng chẳng khó khăn để chiến thắng trong các cuộc tuyển vai và làm người mẫu quảng cáo sau đó. Mùa Thu năm 2002, Danielle Panabaker quyết định bỏ học và tới Los Angeles tìm cơ hội. 14 tuổi, cô bé đã nhận được học bổng tại trường Cao đẳng Cộng đồng, vừa đi học, Danielle vừa lao đầu vào những vai diễn mới. 16 tuổi, Danielle đã xuất hiện như cơm bữa trên truyền hình qua các tiết mục quảng cáo và show The Guardian, chương trình đã mang về cho cô giải Nghệ sĩ mới xuất sắc nhất. Sau đó là hàng loạt các vai diễn trong Malcolm in the Middle, Family Affair, CSI, The Division... và vai chính trong Sex and the Single Mom, Empire Falls.
18 tuổi, Danielle Panabaker đã có trong tay không ít những vai diễn đình đám. Quan trọng hơn, cô bé đến từ Georgia này còn sở hữu một vẻ đẹp từng được coi là Rachel McAdams thứ 2.